# Saro London
Saunders Roe A.27 London là một loại tàu bay quân sự của Anh, do hãng Saunders Roe chế tạo. Chỉ có 31 chiếc được chế tạo, trang bị cho Không quân Hoàng gia vào năm 1936.

## Biến thể
Mẫu thử
1 chiếc
London Mk.I
10 chiếc lắp động cơ 820 hp Pegasus III. Sau hoán cải thành Mk II.
London Mk.II
20 chiếc lắp động cơ 915 hp Pegasus X.

## Quốc gia sử dụng
Canada
- Không quân Hoàng gia Canada

 Anh Quốc
- Không quân Hoàng gia[1]

## Tính năng kỹ chiến thuật (London Mk.II)

Dữ liệu lấy từ War Planes of the Second World War: Volume Five Flying Boats 
Đặc điểm tổng quát
- Kíp lái: 6
- Chiều dài: 56 ft 6 in (17,23 m)
- Sải cánh: 80 ft 0 in (24,39 m)
- Chiều cao: 18 ft 9 in (5,72 m)
- Diện tích cánh: 1.425 ft² (132,4 m²)
- Trọng lượng rỗng: 11.100 lb (5.045 kg)
- Trọng lượng có tải: 18.400 lb (8.364 kg)
- Trọng lượng cất cánh tối đa: 22.000 lb (10.000 kg)
- Động cơ: 2 × Bristol Pegasus X, 915 hp (682 kW)  mỗi chiếc

 Hiệu suất bay 
- Vận tốc cực đại: 135 knot (155 mph, 250 km/h) trên độ cao 6.560 ft (2.000 m)
- Vận tốc hành trình: 111 knot (128 mph, 206 km/h) trên độ cao 13.120 ft (4.000 m) (60% công suất)
- Tầm bay: 956 hải lý (1.100 mi, 1.770 km)
- Tầm bay chuyển sân: 1.510 nm (1.740 mi, 2.800 km)
- Trần bay: 19.900 ft (6.067 m)
- Vận tốc lên cao: 1.180 ft/phút (6,0 m/s)

Trang bị vũ khí

- Súng: 3 × súng Lewis
- Bom: 2.000 lb (900 kg) bom, mìn hoặc bom chống tàu ngầm